# Nomada rubinii
Nomada rubinii är en biart som först beskrevs av Rayment 1930.  Nomada rubinii ingår i släktet gökbin, och familjen långtungebin. Inga underarter finns listade i Catalogue of Life.